# كريس بارتون (دراج)
كريس بارتون (بالإنجليزية: Chris Barton)‏ هو دراج أمريكي، ولد في 7 يونيو 1988 في ساكرامنتو في الولايات المتحدة.

## وصلات خارجية
- كريس بارتون على موقع الاتحاد الدولي للدراجات (الإنجليزية)
- كريس بارتون على موقع أرشيف الدراجات (الإنجليزية)
- كريس بارتون على موقع إحصائيات الدراجات الإحترافية (الإنجليزية)
- كريس بارتون على موقع نسبة الدراجات (الإنجليزية)